# 537 Паулі
537 Паулі (537 Pauly) — астероїд головного поясу, відкритий 7 липня 1904 року Огюстом Шарлуа у Ніцці.
Тіссеранів параметр щодо Юпітера — 3,167.